# Brzostówiec
Brzostówiec – wieś w Polsce położona w województwie lubelskim, w powiecie radzyńskim, w gminie Radzyń Podlaski.
| SIMC    | Nazwa     | Rodzaj    |
| ------- | --------- | --------- |
| 0017970 | Cegielnia | część wsi |
| 0017986 | Kępa      | część wsi |

W latach 1975–1998 miejscowość administracyjnie należała do województwa bialskopodlaskiego.
Wieś jest sołectwem w gminie Radzyń Podlaski. Według Narodowego Spisu Powszechnego z roku 2011 wieś liczyła 567 mieszkańców.
Wierni Kościoła rzymskokatolickiego należą do parafii Trójcy Świętej w Radzyniu Podlaskim.